# Leeds Bradford International Airport

i7
i11
i13
Der Leeds Bradford Airport (IATA-Code: LBA, ICAO-Code: EGNM) ist ein internationaler Verkehrsflughafen zwischen den beiden britischen Großstädten Bradford und Leeds. Er befindet sich in Yeadon, im City of Leeds Metropolitan District in West Yorkshire und ist mit rund vier Millionen Passagieren im Jahr auf Platz 16 der größten Flughäfen des Landes.

## Geschichte
Die Ursprünge des Flughafens liegen im Jahr 1931, als es hier unter dem damaligen Namen Yeadon Aerodrome Club- und Trainingsflüge gab. 1935 fanden dann die ersten Linienflüge statt. Während des Zweiten Weltkriegs nutzte die Royal Air Force die Anlage unter dem Namen RAF Yeadon insbesondere als Flugversuchszentrum der am Rande des Flugplatzes bei einem Werk der Firma Avro produzierten Maschinen. Neben den eigenen Mustern Lancaster, Anson, York und Lincoln wurden hier auch Bristol Blenheim produziert.
Nach dem Krieg wurde der Flugplatz zivil genutzt und erhielt den Namen Yeadon Airport. Als erste Fluggesellschaft bot die BKS Air Transport ab Anfang 1954 wieder nationale Liniendienste und internationalen Charterverkehr von Yeadon an. Weil der Flugplatz zu dieser Zeit über keine Zollkontrolle verfügte, musste der aus- und eingehende internationale Verkehr zur Zollabfertigung erst auf anderen britischen Flughäfen zwischenlanden. Die Beförderungszahlen nahmen am Ende der 1950er Jahre erheblich zu, so dass Yeadon zu den britischen Flughäfen mit der höchsten Wachstumsrate zählte. Für das Jahr 1965 wurde eine jährliche Passagierzahl von 150.000 bis 200.000 Fluggästen prognostiziert. Im Jahr 1959 wurde der Ausbau des Flughafens beschlossen, weil die Länge der Landebahn, die Größe des Terminals und die zu geringe Zahl an Abstellflächen nicht mehr den Anforderungen entsprachen. Der umgebaute Flughafen erhielt dann den Namen Leeds Bradford International Airport. AMP Capital erwarb den Leeds Bradford Airport im Jahr 2017.

## Fluggesellschaften und Ziele
Leeds Bradford wird hauptsächlich durch Billig- und Charterfluggesellschaften genutzt. Größte Airlines vor Ort sind die hier beheimatete Jet2.com sowie Ryanair, die hier eine Basis unterhält. Während Flybe einige innerbritische Städteverbindungen anbietet, führte Pakistan International Airlines die einzigen Langstreckenflüge ab LBA durch, und zwar nach Islamabad – diese wurden jedoch Mitte Mai 2014 eingestellt. Jet2.com fliegt in Deutschland nach Berlin und Düsseldorf, Ryanair nach Niederrhein.